# Gigi Sulakauri
Gigi Sulakauri (en georgiano გიგი სულაკაური; Tiflis, 16 de octubre de 1953 - Tiflis, 13 de diciembre de 2012) fue un novelista y poeta georgiano.

## Biografía
Gigi Sulakauri se graduó en 1979 en la Universidad Estatal de Tiflis, en la facultad de Filología. Posteriormente trabajó en el diario Mnatobi. Fue miembro del jurado en el concurso literario GALA (2008) y también vicepresidente del PEN-Center de Georgia. Murió en Tiflis en 2012 y está enterrado en el Panteón de Didube de la capital georgiana, juntos a algunos de los escritores, artistas y académicos más destacados del país.

## Obra
Jugando con un revólver (თამაში რევოლვერით, 2008) es una colección de relatos que fue galardonada con el premio SABA —el más prestigioso de Georgia— a la mejor colección de prosa de 2009. La escritora Ana Kordzaia-Samadashvili lo califica como un libro extraño, con el que ser ríe y se llora, que no debe ser subestimado. El propio autor, cuando se le preguntó sobre el libro, respondió:

Es la historia de lo que le puede pasar a un joven en un día. Ese día, no está de buen humor, no puede aguantarse a sí mismo... Escribí esta historia inspirada en [el poeta] Baratashvili, pero es una historia real, absolutamente real. He tratado de ayudar a mi héroe a buscar la paz en esta historia, pero no he podido...